# RESISTANCE2
『RESISTANCE2』（レジスタンス2）は、ソニー・コンピュータエンタテインメント（SCE）が2008年11月13日に発売したプレイステーション3専用ゲームソフト。アメリカでは同年11月4日、ヨーロッパでは同年11月28日に発売。

## 概要
PS3のローンチタイトルとしてリリースされた『RESISTANCE〜人類没落の日〜』の続編で、RESISTANCEシリーズ3部作の2作目である。前作と同じく、インソムニアックゲームズが開発を担当した。シリーズで8人COOPができる
グラフィックは前作よりも向上しており、オンライン対戦、8人オンライン協力が出来る他、1台PS3から2人までパーティーに参加して分割画面オンライン対戦、協力にも対応している。
また、シングルプレイキャンペーンは分割画面では出来ないが、オフラインでもオンライン同様のマップで協力プレイが出来る。
本作の協力プレイはサブストーリーで構成されている。また、前作ではオリジナルの英語音声のみだったのに対し、日本版は本作から吹き替え音声がついた。
2011年にRESISTANCEシリーズ3部作の最終作である『RESISTANCE 3』が発売された。

## ストーリー
イギリス上陸作戦に参加した米国陸軍ネイサン・ヘイル軍曹の活躍により、人類は滅亡の危機を回避した。
それから2年後。1953年、キメラは突如アメリカ合衆国への侵入を開始する。空を覆う戦艦群、大地を踏み砕く歩行戦車、そしてビルをも薙ぎ倒す謎の巨大キメラ……その圧倒的な戦力を前に、人類は絶望する。
そんな中、ネイサン・ヘイルと戦友たち、キメラウイルスによる遺伝子操作で強化された兵士たちによるセンチネルチーム・エコーは、アメリカ本土で決死の戦いを続けていた。人類を救うために……。

## 登場人物
ネイサン・ヘイル中尉 （声優：大塚芳忠）
前作の主人公で、今作でも主人公を務める。特殊部隊S.R.P.A（セルパ）内のキメラウイルスで強化された特殊兵チーム『センチネル』のエコーチームリーダー。キメラウイルスに感染したことで超人的な能力を得たが、ウイルスの侵食が進んだことによって、キメラ化が進行している。
ベンジャミン・ワーナー軍曹（声優：楠大典）
エコーチームの副官。眼鏡をかけた30歳、黒人男性。キメラ技術にも詳しく、敵戦闘艇を操縦することも。愛妻家で子供がいる。
ジョー・カペリ伍長（声優：西凜太朗）
30歳、白人男性。ワルシャワのキメラ改造センターに2週間捕らえられた経験をもつ。その為か、人と壁を作るような態度を取る。
アーロン・ホーソーン二等兵（声優：川田紳司）
25歳、白人男性。部隊の破壊工作担当。キメラに対しては、容赦のない攻撃を行う。
リチャード・ブレイク少佐（声優：大塚明夫）
S.R.P.Aの司令官ながら、自身も前線で戦闘指揮を執る事も多い。規律第一で、背く者には容赦ない。
ヒョードル・マリコフ博士（声優：西村知道）
遺伝子分野の権威でキメラの研究も行っていた。ロシア出身だが、キメラのヨーロッパ侵攻後はアメリカに逃亡している。ショットガンを手に自力でキメラから逃げ切るなど、バイタリティもあると自負する。
デイダラス
キメラ軍を率いる大型種。たびたび、ネイサンにテレパシーで話しかけてくる。過去にマリコフ博士となんらかの関係があるようだ。

## 敵
ハイブリッド
最もよく見られる歩兵キメラ。前作と同じく「ブルズアイ」と「ヘッジホッググレネード」を使用する。難易度EXTREAMを選択すると、ハイブリッドの装備しているメイン武器が「ブルズアイMark.X」に変更される。
スティールヘッド
前作と同様に「オーガー」を使用する。
ラヴェジャー
身長3メートルをもつキメラ。強力な武器とシールドで苦しめる。報復の刻においてはブルートと呼ばれている。
グリム
コクーンと呼ばれる繭から飛び出すキメラ。改造プロセスで貧弱な状態になっている。引っ掻きによる攻撃のみで、知能が低く、耐久力も低いが、集団で襲ってくるので油断は禁物。攻撃を受けると爆発する種も存在する。
カメレオン
今作で初登場のキメラ。実在する動物カメレオンが保護色を利用するかのように、半透明に姿を消し、約60センチメートルもの爪で攻撃する。攻撃を受けただけで一撃に死亡させる威力をもつ。
リーパー
前作にも登場。群れをなして行動する虫型キメラ。液体を吐き出す種も存在する。
スピナー
建物などを徘徊する小型キメラ。攻撃能力はない。
フューリー
水中で主に行動するキメラであり、水中にいる人を容赦なく食い千切る。どのような武器でも通用しない。ちなみに、陸に上がることがあり、この場合には攻撃してこない。
タイタン
前作から登場。装備している武器と打撃が強力。
ゴリアテ
巨大なミサイルランチャーを搭載した巨大メカ。
偵察ドローン
複数で行動する無線操縦無線機。小さく、素早く移動する。個体としては弱いが、集団になると厄介になる。
攻撃ドローン
シールドを装備しており、空中で移動するやや大きめのメカ。搭載されている兵器は強力。シールドを装備していないタイプも存在するが、このメカは「ハンタードローン」と呼ばれる。
ヘルファイア・タレット
探知すると高温のレーザーを照射する。無人で動作しており、背後にある電源を切れば無力化される。
クラーケン
水中で行動するキメラ。防御壁をも簡単に突き破る力を持つ。主な攻撃方法はドリルのような触手と音波。不意に近づくとクラーケンに呑みこまれる。
マザースピナー
巨大化したスピナー。攻撃パターンは毒液を吐く、リーバーを呼ぶ、床に降りて追いかけるの3通りある。
スワーム
ハエが集まった姿をしているキメラ。正式名は「ニューロプテラ・スピキュラス」であり、かつて2つの大陸を侵食して進化した種である。スワームに捕まれば即死する。発電機を嫌がる性質をもつ。
リヴァイアサン
大都市にあるビルよりも高いキメラ。同舞台で3回に分けて交戦する。
マローダ
恐竜のような姿をしたキメラ。口から炎を吐き出す。
デイダラス

## THE GREM SHOW
本作のプロモーションビデオは、日本で公開されているだけで三種類。そのうちの一つは、日本のスタッフによる実写のプロモで、その名も「THE GREM SHOW（ザ・グリムショー）」。
内容は敵キャラクターのグリムがオリジナルのラップを歌う（？）というコメディータッチな内容となっている。

## 関連リンク
- RESISTANCE (シリーズ)